# Wellington Phoenix Reserves
El Wellington Phoenix Reserves es un club de fútbol que funciona como reserva del Wellington Phoenix, uno de los equipos profesionales de Nueva Zelanda que compite en la A-League australiana. Fue fundado en 2014, juega de local en el Newtown Park de Wellington y participa en la Premiership, primera división del país.
El equipo se compone de los jugadores de la academia del Phoenix y futbolistas del primer equipo (hasta cuatro).

## Historia
Las divisiones inferiores de los Nix fueron un problema para el equipo desde su fundación en 2007. Aunque contaban con el Team Wellington, que jugaba en la liga neozelandesa, como feeder club, porque cedía a sus jugadores al Phoenix cuando éste lo requería; la negativa de la FFA para ingresar a la National Youth League de Australia, le impedían al club wellingtoniano desarrollar sus propios jugadores. En 2012 se creó una escuela de excelencia en la que un grupo de futbolistas previamente elegidos para darles entrenamiento profesional con el primer equipo, pero la idea no prosperó.
Finalmente, la Asociación de Fútbol de Nueva Zelanda aceptó el ingreso de un conjunto reserva del Wellington Phoenix a la ASB Premiership de cara a la temporada 2014/15, convirtiéndose en el noveno club del torneo.

## Datos del club
- Temporadas en la Premiership de Nueva Zelanda: 4
- Mejor puesto en la fase regular: 6.º (2014-15)
- Peor puesto en la fase regular: 9.º (2017-18)
- Mejor puesto en los playoffs: Nunca se clasificó
- Mayor goleada conseguida:
  - En campeonatos nacionales: 6-2 vs. Southern United (2014-15) y 4-0 vs. Hamilton Wanderers (2016-17)
- Mayor goleada recibida:
  - En campeonatos nacionales: 0-7 vs. Auckland City (2014-15)